# Platystele consobrina
Platystele consobrina är en orkidéart som beskrevs av Carlyle August Luer. Platystele consobrina ingår i släktet Platystele och familjen orkidéer. Inga underarter finns listade i Catalogue of Life.